# 35356 Vondrák
35356 Vondrák è un asteroide della fascia principale. Scoperto nel 1997, presenta un'orbita caratterizzata da un semiasse maggiore pari a 2,2214924 UA e da un'eccentricità di 0,1249992, inclinata di 5,48452° rispetto all'eclittica.